# Falling Waters (Virginie-Occidentale)
Falling Waters est une census-designated place située dans le comté de Berkeley, dans l’État de Virginie-Occidentale, aux États-Unis. Lors du recensement de 2020, elle comptait 1 440 habitants.